# Tremezzo
Tremezzo är en ort och frazione i kommunen Tremezzina i provinsen Como i regionen Lombardiet i Italien. 
Tremezzo upphörde som kommun den 4 februari 2014 och bildade med de tidigare kommunerna Lenno, Mezzegra och Ossuccio den nya kommunen Tremezzina. Den tidigare kommunen hade 1 249 invånare (2013).